# Беловодское (Акмолинская область)
Беловодское (каз. Беловодское) — село в Жаксынском районе Акмолинской области Казахстана. Административный центр Беловодского сельского округа. Код КАТО — 115239100.

## Население
В 1999 году население села составляло 815 человек (420 мужчин и 395 женщин). По данным переписи 2009 года, в селе проживало 587 человек (300 мужчин и 287 женщин).